# Henri Rouart

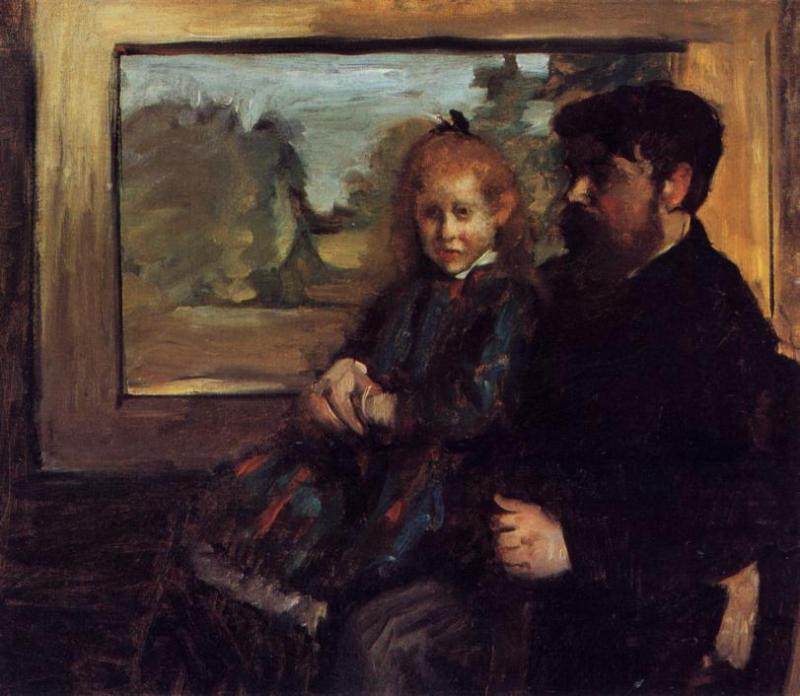
Edgar Degas: Henri Rouart und seine Tochter Hélène

Henri Rouart (auch Stanislas-Henri Rouart; * 2. Oktober 1833 in Paris; † 2. Januar 1912 ebenda) war ein französischer Maler des Impressionismus und Kunstsammler.

## Leben und Werk
Henri Rouart war der Sohn eines wohlhabenden Fabrikanten von Militäruniformen. Er war Mitschüler von Edgar Degas am Lycée Louis-le-Grand. Mit diesem sollte er sein Leben lang gut befreundet bleiben. So malte Degas einige Bilder von Rouart und seiner Familie. Rouart selbst besaß Werke sowohl von Degas als auch von Corot, bei dem er (unter anderem mit Camille Pissarro) ebenso gelernt hatte wie bei Jean-François Millet und vielen weiteren. Seine Werke waren unter anderem auf den Pariser Salons 1868, 1869, 1870 und 1872 zu sehen. 
Im Jahr 1873 gründete er mit seinem Freund Degas und vielen weiteren französischen Impressionisten die Gemeinschaft der Maler, Skulpteuren, Bildhauern und Lithographen, deren erste Ausstellung in dem Atelier des bekannten Pariser Fotografen Nadar stattfand und sozusagen die Manifestierung des Impressionismus bedeutet. Auch einige Porträts, die Degas von Rouart angefertigt hatte, waren dort zu sehen.
Rouart war nicht nur ein Sammler der Werke seiner Freunde, sondern auch der alten Meister. Bei der Versteigerung der Werke, die er bei seinem Tod 1912 besaß, wurden neben 285 Bildern der Impressionisten auch 77 alte Werke verkauft.

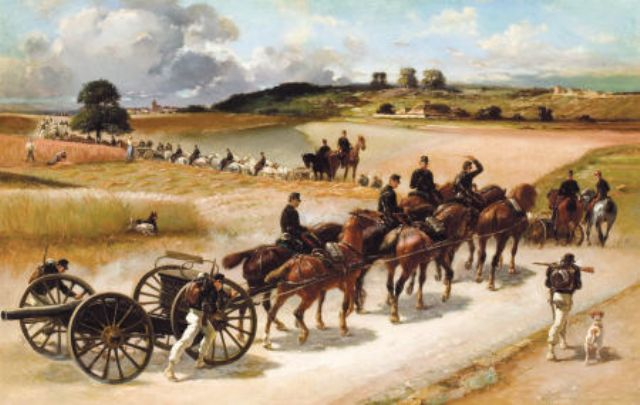
Mobilisierung der Kanonen
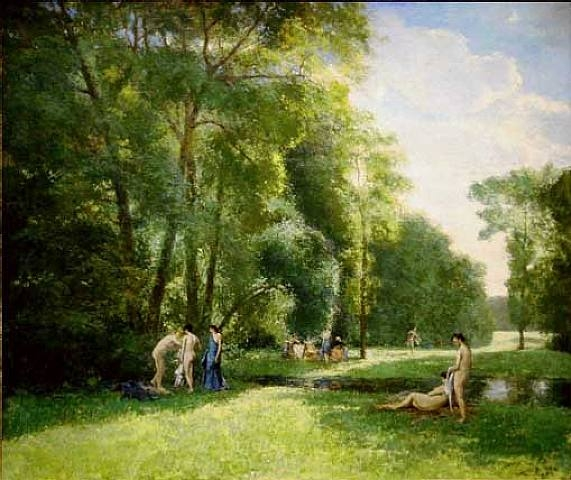
Landschaft mit Sonnenbadenden
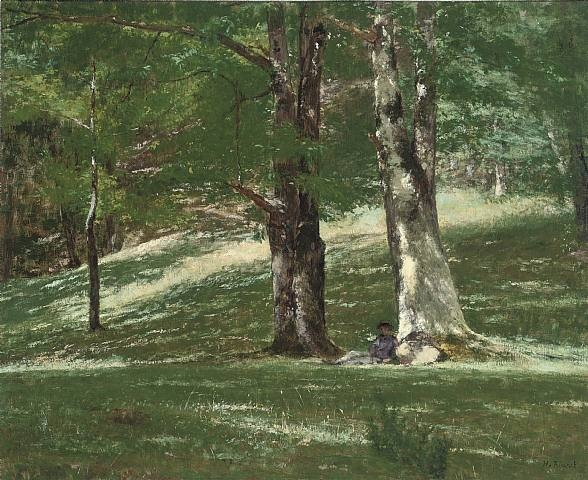
Im Wald von Fontainebleau
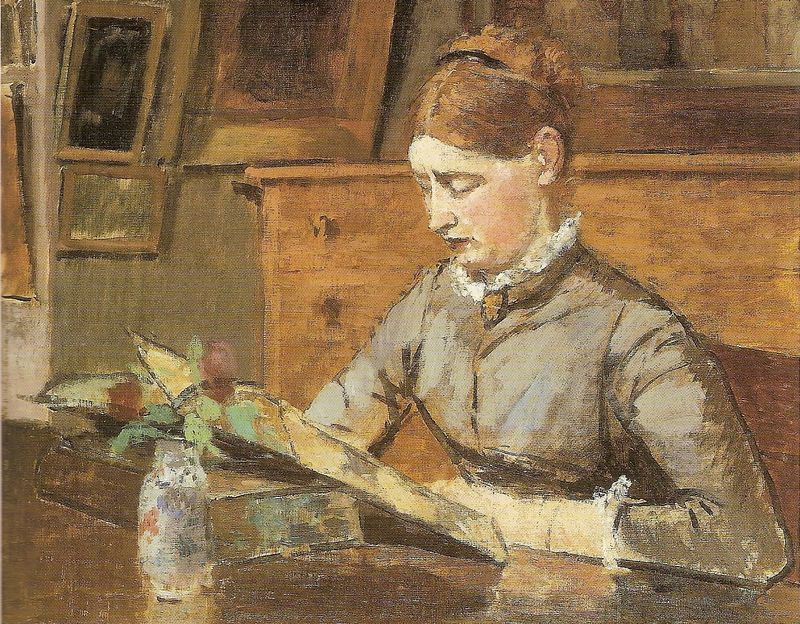
Helene beim Lesen